# Rongguang Yu
Yu Rongguang o Rongguang Yu (en chino tradicional, 于榮光; en chino simplificado, 于荣光; 30 de agosto de 1958) es un actor chino. Es conocido por aparecer en películas con Jackie Chan como Shanghai Noon, New Police Story, The Karate Kid y Police Story 2013.

## Biografía
Yu Rongguang estudió en la Escuela de Ópera de Pekín antes de comenzar una carrera como actor especializado en películas de artes marciales. Se hizo famoso con su papel en Iron Monkey de  1993 y protagonizó junto a Jackie Chan varias películas, como New Police Story (2004), El mito de 2005 y The Karate Kid de 2010.

## Filmografía
| Año  | Título                               | Papel                        | Notas               |
| ---- | ------------------------------------ | ---------------------------- | ------------------- |
| 1986 | Mu mien jia sha                      |                              |                     |
| 1988 | Hoi si shan lau                      | Tong Ting-Hsin               |                     |
| 1989 | Dai hao mei zhou bao                 | Vice capitán                 |                     |
| 1990 | Qin yong                             | Bai Yun Fei                  |                     |
| 1991 | Lian shou jing tan                   |                              |                     |
| 1991 | Tai shan en chou                     | Bai Yun Fei                  |                     |
| 1992 | Wu Lin sheng dou shi                 | Wuwechimatao                 | También coordinador |
| 1993 | Swordsman III                        | Gu Cheong Fong               |                     |
| 1993 | El Mono de Hierro                    | Dr. Yang / El Mono de Hierro | Protagonista        |
| 1993 | Di shi pan guan                      | Yu Kai-Chung                 |                     |
| 1993 | Chao ji ji hua                       | David Chang                  |                     |
| 1994 | Saang Gong yat ho tung chap faan     | Shum Chi-hung                |                     |
| 1994 | Desde Pekín con amor                 | 002                          |                     |
| 1994 | Qing feng xia                        | Capitán de la policía        |                     |
| 1994 | Yi xian sheng ji                     | Pai                          |                     |
| 1994 | Zheng yue shi wu zhi yi sheng yi shi | Ghost                        |                     |
| 1994 | Romance of the Three Kingdoms        | Han Fu                       |                     |
| 1995 | My Father Is A Hero                  | Po Kwong                     | Protagonista        |
| 1995 | El amante de la última emperatriz    | Hsien-Feng Emperor           |                     |
| 1995 | Wang Jiao de tian kong               | Lu Chan Feng                 |                     |
| 1995 | Cuo ti zhui ji zu he                 | Capitán de la policía        |                     |
| 1995 | Ran qing nan ju ji                   | Ko Lap                       |                     |
| 1995 | Kong zhong xiao jie                  | Yu Sai-Wing                  |                     |
| 1996 | Guo chan xue ge wei long             | Hwang Fei                    |                     |
| 1996 | Chung fung dui liu feng gaai tau     | El profesor                  |                     |
| 1996 | Gu huo qi bing zhi bing xian zhe     | Pao                          |                     |
| 1996 | Dong fang kuai che                   | Chen Chin-Hau                |                     |
| 1996 | Sha shou san fen ban zhong           | Killer                       |                     |
| 1997 | Hu hua jing qing                     |                              |                     |
| 1997 | Ni ge mie ye chang                   | Nan                          |                     |
| 1997 | Dak jung fai fu                      | Yu                           |                     |
| 1998 | Xie reng shi leng                    |                              |                     |
| 1998 | Sat Sat Yan, Tiu Tiu Mo              | Rival Hitman                 |                     |
| 1998 | Lie pao xing dong                    |                              |                     |
| 1998 | Sun Tong San Tai Hing                | Yue Lo-Chi                   |                     |
| 1998 | The Storm Riders                     | Bou King Tin                 |                     |
| 1999 | Hong tian bang jia da fu hao         | Bou King Tin                 |                     |
| 1999 | Hei ma wang zi                       | Sr. Poa                      |                     |
| 1999 | Ngaak ngo che sei                    |                              |                     |
| 2000 | Shanghai Noon                        | Guardia Imperial             | Secundario          |
| 2000 | Tie nan ben se                       |                              |                     |
| 2001 | Strangers Meet on the Way            | Lung-Si                      |                     |
| 2001 | Da zhai men                          | Bai Hua                      |                     |
| 2001 | Ying xiong shen hua                  |                              |                     |
| 2001 | Musa                                 | Rambulhua                    | Menor               |
| 2002 | Hei se lei tai                       |                              |                     |
| 2002 | Qian Wang                            | Ba Li                        |                     |
| 2003 | La era del vampiro                   | Maestro Jiang                | Coprotagonista      |
| 2004 | New Police Story                     | Comandante Chiu              | Menor               |
| 2005 | El mito                              | Zhao Kuang                   | Secundario          |
| 2005 | Qing chun ai ren shi jian            |                              |                     |
| 2005 | Divergence                           | Inspector Mok                |                     |
| 2006 | Tian he ju                           | Liu Yongfu                   | También director    |
| 2007 | Hing dai                             | Cheung Man Wah               |                     |
| 2008 | San guo zhi jian long xie jia        | Han Dew                      |                     |
| 2008 | Duo biao                             | Cheung Chi-Kong              |                     |
| 2008 | Ying han                             | Oficial naval                |                     |
| 2009 | La legendaria Hua Mulan              | Hua Hu                       | Coprotagonista      |
| 2010 | Three Kingdoms                       | Guan Yu                      | Protagonista        |
| 2010 | Da bing xiao jiang                   | Capitán Yu                   |                     |
| 2010 | Yuet gwong bo hup                    | General Gu                   |                     |
| 2010 | Dong feng yu                         | Fang Qian-mo                 |                     |
| 2010 | The Karate Kid                       | Maestro Li                   | Antagonista         |
| 2011 | Da wu sheng                          | Maestro Yue                  |                     |
| 2011 | Hu guo jun hun chuan qi              | Cai E                        | También productor   |
| 2011 | Cold Steel                           | Comandante Zhang             | Secundario          |
| 2012 | Niang yao jia ren                    | Xiao Hu                      |                     |
| 2013 | Ip Man                               | Yu Fengjiu                   |                     |
| 2013 | Police Story 2013                    | Capitán Wu                   | Protagonista        |
| 2014 | Hong gao liang                       | Zhu Haosan                   |                     |
| 2023 | Long ma jing shen                    | He Xin                       |                     |